# Evacanthus acuminatus
Evacanthus acuminatus är en insektsart som först beskrevs av Fabricius 1794.  Evacanthus acuminatus ingår i släktet Evacanthus, och familjen dvärgstritar. Arten är reproducerande i Sverige.

## Bildgalleri

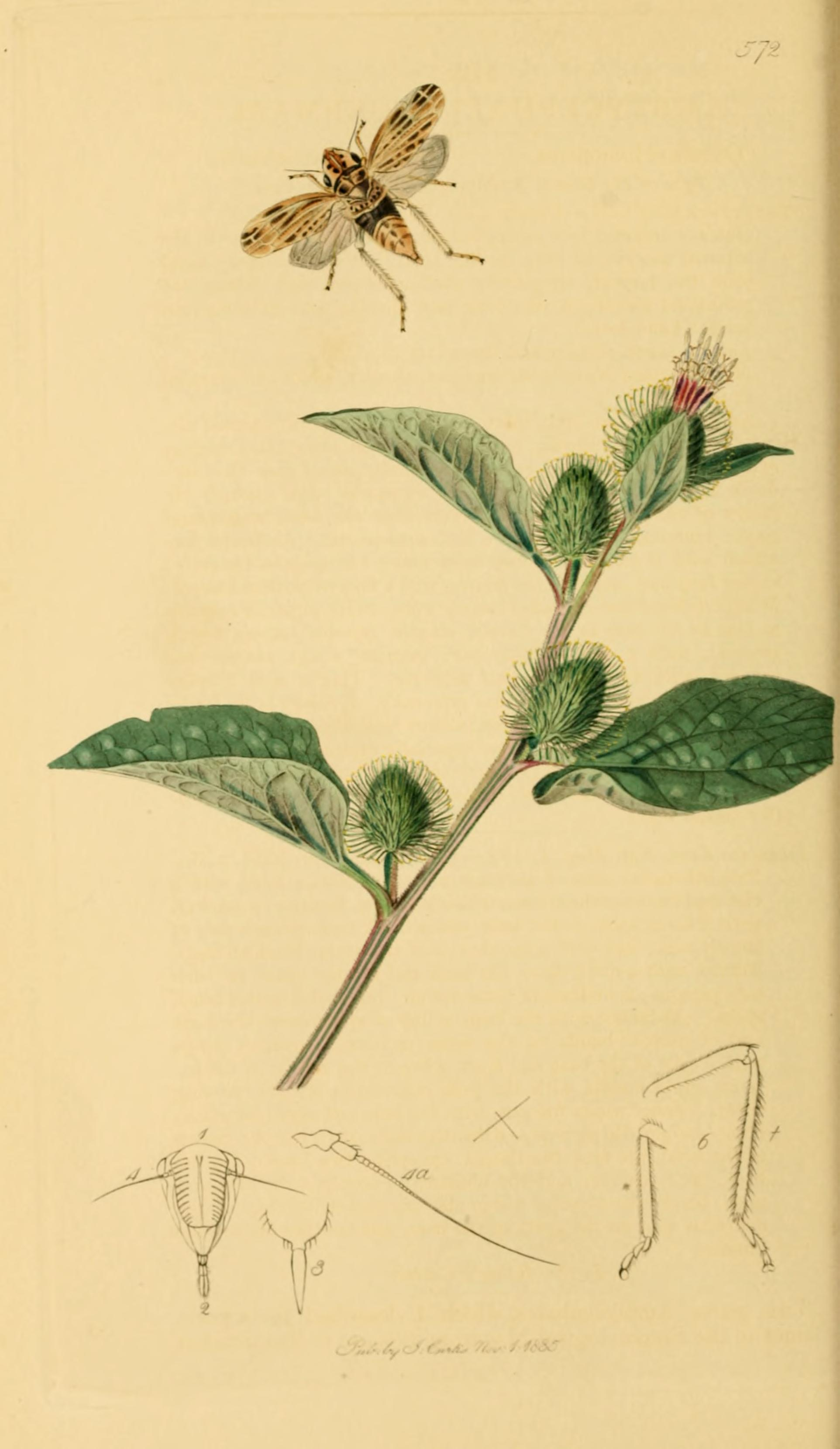